# Consolazione

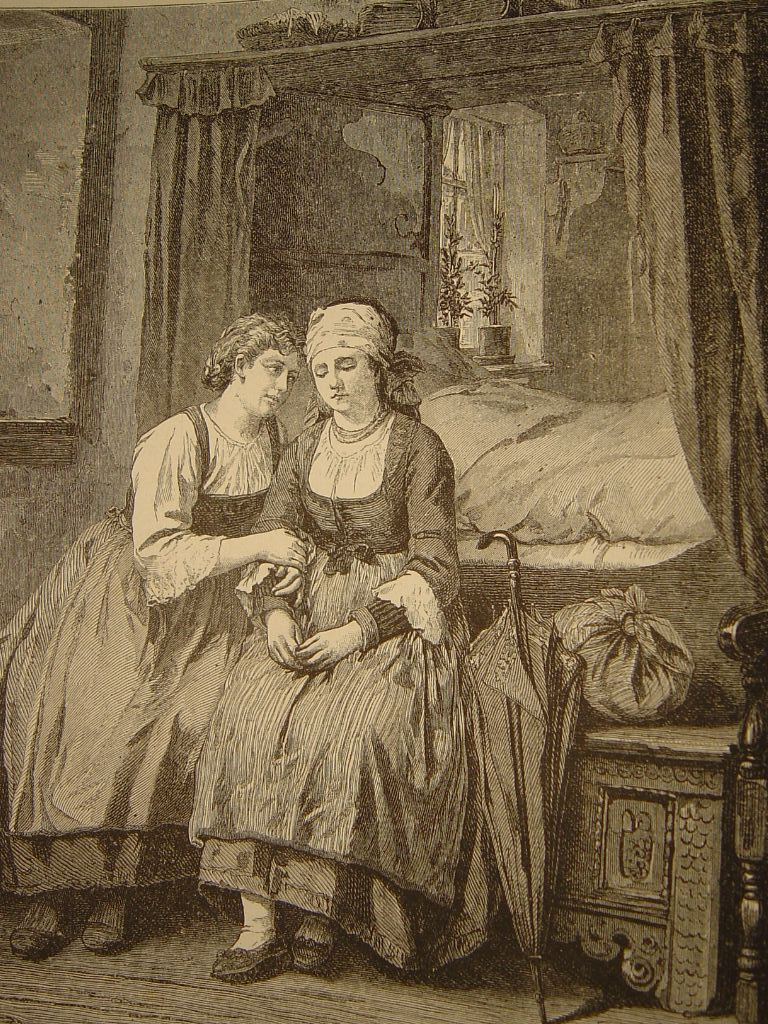
Rappresentazione artistica raffigurante una donna intenta a consolare un'altra persona (1871)

Per consolazione o conforto si intende il sostegno psicologico dato a una persona afflitta da dolori, disgrazie e/o preoccupazioni. Solitamente, la consolazione viene data condividendo il proprio rimpianto con la persona addolorata oppure sollecitandola a riflettere sul possibile verificarsi di eventi positivi futuri. La consolazione è spesso oggetto di trattazioni storiche, filosofiche, psicologiche, e viene spesso citata nelle arti e nella letteratura.

## Storia

### Antichità

#### Preistoria
Il desiderio di consolare le persone afflitte è probabilmente qualcosa di dettato dall'istinto, e, stando anche a quanto afferma il primatologo olandese Frans de Waal, tali sentimenti sarebbero provati anche da primati non umani come gli scimpanzé.

#### Età classica
Il concetto di consolazione inteso come pratica sociale esiste fin dai tempi antichi. Ad esempio, tale pratica veniva messa in pratica almeno durante l'antica Roma e l'Antica Grecia:
Nella letteratura antica, la gente viene consolata il più delle volte in seguito alla morte di una persona cara e, meno frequentemente, per altri motivi, come "l'esilio, la povertà, il fallimento politico, la malattia, il naufragio e la vecchiaia". Valerie Hope dichiara che i papiri dell'epoca "spesso menzionano delle frasi standardizzate per consolare qualcuno, fra cui 'la morte è comune a tutti', e affermano che venivano spediti dei generi alimentari a coloro che necessitavano di conforto." Hope precisa anche che la donazione di alimenti poteva essere una pratica dettata dalle usanze religiose dell'epoca e che i cibi venissero donati ai defunti per consolarli dalla morte. Il sofista del V secolo a.C. Antifonte di Ramnunte allestì una bancarella in un'agorà pubblica in cui offriva consolazione alle persone decedute. Inoltre, la pratica di consolare qualcuno "iniziò ad estendersi al popolo", come confermano le visite che i filosofi facevano alle popolazioni che dovevano affrontare un'invasione nemica.
Nell'antica Grecia, così come nell'antica Roma, il concetto di "consolazione" (consolatio) trovò ampio spazio nell'arte retorica. Benché siano giunti a noi solo alcuni frammenti dei suoi saggi dedicati alla consolatio, quelli di Crantore, un membro dell'Accademia di Atene esercitarono una significativa influenza nella letteratura di Cicerone (Tusculanae disputationes) e di Plutarco (De exilio, Consolatio ad uxorem,  Consolazione ad Apollonio). Fra le opere degne di nota dedicate alla consolazione vi sono tre dei dieci Dialoghi di Seneca (Consolatio ad Marciam, Ad Polybium de consolatione e Ad Helviam matrem de consolatione), la Consolatio ad Liviam dello "pseudo-ovidiano" Albinovano Pedone e tre opere di Plutarco. La consolazione gioca un importante ruolo simbolico anche nell'opera del VI secolo, De consolatione philosophiae di Boezio, in cui l'autore trova sostegno nelle parole di una personificazione della filosofia dopo essere stato condannato a morte per aver commesso dei presunti crimini contro lo stato.

## Medicina
In un suo tomo di medicina, Arthur W. Frank dichiara:

## Religione
In alcune religioni, le divinità sono spesso intente a dare conforto ai loro seguaci durante i periodi di dolore e il concetto di "consolazione" è considerato l'opposto o la controparte dell'esperienza di "desolazione", o perdita completa.

### Induismo
Nel Mahābhārata l'avatar indù Krishna consola suo fratello Balarāma e la principessa Sathya Bama dopo che questi vengono umiliati essersi comportati il loro eccessivo orgoglio. Stando a una vicenda più famosa riportata nella Bhagavadgītā, quando Arjuna apprende che Krishna sta morendo per un infortunio, Krishna lo consola con parole filosofiche molto profonde.

### Cristianesimo
I credenti del cristianesimo vengono spesso esortati a cercare il conforto dai mali che li affliggono nella vita. Secondo una delle varie interpretazioni del cristianesimo, durante l'ottava stazione della Via Crucis, Gesù tentò di consolare alcune donne che piangevano per lui.
Un ramo del cristianesimo, il catarismo, pratica un sacramento chiamato consolamentum, durante il quale l'affiliato implora di trovare consolazione in un mondo turbato dal male.